# سفارة الإمارات العربية المتحدة في النرويج
سفارة الإمارات العربية المتحدة في النرويج هي أرفع تمثيل دبلوماسي لدولة الإمارات العربية المتحدة لدى النرويج. تقع السفارة في وهي تهدف لتعزيز المصالح الإماراتية في النرويج.

## وصلات خارجية
- قائمة سفارات الإمارات العربية المتحدة
- قائمة السفارات في النرويج